# Джудіт Батлер
Джудіт Памела Батлер (англ. Judith Butler; нар. 24 лютого 1956, Клівленд, Огайо, США) — американська вчена, філософиня та гендерна теоретикиня, чиї роботи суттєво вплинули на політичну філософію, етику, теорію фемінізму третьої хвилі, квір-теорію та теорію літератури. Її праці належать до базових текстів гендерних студій. Починаючи з 1993 року, викладає у Каліфорнійському університеті, де є професоркою кафедри порівняльного літературознавства та програми критичної теорії.  Також є професоркою філософії у Європейській вищій школі. Найвідомішими працями Батлер є «Гендерний клопіт: Фемінізм та підрив тожсамості» (1990) (українською вийшла в перекладі під редакцією Марії Дмитрієвої у 2003) та «Тіла, які мають значення: дискурсивні межі статі» (1993), у яких вона кидає виклик конвенційному поняттю гендеру та розвиває теорію гендерної перформативності. Ця теорія істотно вплинула на дослідження в галузі фемінізму та на формування квір-студій.
Батлер підримує ЛГБТКІ+ спільноту та висловлюється щодо сучасних політичних питань. Зокрема, вона відкрито критикує сіонізм, політику Ізраїлю та її наслідки щодо конфлікту з Палестиною.

## Раннє життя та освіта
Джудіт Батлер народилася 24 лютого 1956 року у Клівленді, Огайо. Її родина має угорсько-єврейське та російсько-єврейське походження. Більшість членів її сім'ї з боку бабусі за материнською лінією загинуло під час Голокосту. У дитинстві та підлітковому віці відвідувала єврейську школу та уроки єврейської етики, де отримала перші знання з філософії. В інтерв'ю з ізраїльською газетою «Гаарец» Батлер зазначила, що уроки етики, які вона почала відвідувати у чотирнадцятирічному віці, були для неї формою покарання, призначеного шкільним рабином за її балакучість. Вона також згадувала, що ідея цих уроків захопила її: з самого початку вона прагнула отримати відповіді на конкретні питання.
Батлер відвідувала Беннінгтонський коледж, згодом вивчала філософію в Єльському університеті, де в 1978 році отримала ступінь бакалавра, а в 1984 році — ступінь доктора філософії. Рік провела в університеті Гайдельберга за програмою імені Фулбрайта. Викладала у Весліанському університеті, Університеті Джорджа Вашингтона та Університеті Джонса Гопкінса; у 1993 році приєдналася до Каліфорнійського університету. До того ж, під час весняних семестрів 2012, 2013 та 2014 вона перебувала в Колумбійському університеті на кафедрі англійського та порівняльного літературознавства у якості запрошеної професора.
Джудіт Батлер є членом редакційних та консультативних колегій у декількох академічних журналах.

## Сприйняття
Роботи Батлер вплинули на феміністські та квір-теорії, культурологію та континентальну філософію. Вона також зробила значний внесок у такі дисципліни, як психоаналіз, літературні та кіно-студії, на додачу до студій перфомансу та образотворчого мистецтва. Її концепції гендерної перформативності та «critically queer» не лише змінили розуміння гендеру та квір-ідентичності в академічній спільноті, а й сформували різноманітні види політичного активізму, зокрема квір-активізму, та мобілізували їх у багатьох країнах світу. Доробок Батлер також фігурує в сучасних дебатах щодо гендерного виховання, виховання дітей одностатевими парами та депатологізації трансгендерних осіб. Ще до того, як стати Папою, Бенедикт XVI присвятив декілька сторінок своєї книги спробі спростувати концепцію Батлер. У деяких країнах серед реакційних рухів Батлер стала символом руйнування традиційних гендерних ролей.  Особливо це було помітно у Франції під час протестів проти одностатевих шлюбів.

Деякі академіки та політичні активісти й активістки стверджують, що її  радикальний відхід від дихотомії статі/гендеру, її неесенціалістська концепція гендеру та її впевненість в тому, що влада допомагає формувати суб'єкт, докорінно змінили феміністичні та квір-студії, практику та думку. Дарін Барні пише, що:
Здобутки Батлер в галузі гендеру, статі, сексуальності, квір-ідентичності, фемінізму, тіл, політичних висловлювань та етики змінили те, як думають, говорять та пишуть про ідентичність, суб'єктність, владу та політику дослідники та дослідниці усього світу. Вони також змінили життя багатьох людей, чиї тіла, гендери, сексуальності та бажання перетворили їх на суб'єктів насилля, ексклюзії та пригнічення.
Інші дослідники та дослідниці висловлювали більше критики. У 1998 році журнал «Філософія та Література» нагородив Батлер головним призом у четвертому щорічному «Конкурсі Поганого Письма», метою якого є «відзначати поганий літературний стиль з найгірших уривків, знайдених в наукових книгах і статтях».
Деякі критикині звинувачували Батлер в елітизмі через її складний для сприйняття літературний стиль в той час, як інші стверджували, що вона зводить гендер до «дискурсу» або заохочує форму гендерного волюнтаризму. Сьюзен Бордо, наприклад, відстоювала думку про те, що Батлер зводить гендер до мови та натомість стверджувала, що тіло є значною частиною гендеру, на противагу концепції Батлер про гендер як перфоманс. Особливо затято критикувала теоретикиню феміністка Марта Нуссбаум, закидаючи їй використання навмисно заплутаних словесних конструкцій в академічних публікаціях та відмову від практичної боротьби з проблемами, з якими стикаються жінки в реальному світі. Така критика є характерною для квір-теорії загалом, адже її представники та представниці схильні відмовлятися від ідеї активізму через те, що він існує всередині владного дискурсу, а отже не змінює загальної динаміки влади.
У передмові до своєї книги «Гендерний клопіт» (1999) Батлер зазначає, що її погляди на сенс поняття «перформативність» змінилися з часом в першу чергу завдяки «відмінній» критиці. Вона висловлює особливу вдячність таким особистостям, як Бідді Мартін, Ів Седжвік, Славой Жижек, Венді Браун, Ненсі Фрейзер та іншим.

## Особисте життя
Джудіт Батлер — лесбійка,, та є юридично небінарною у штаті Каліфорнія, Станом на 2020 рік, заявила, що використовує як займенники в однині «they/them», так і «she/her», але надає перевагу займенникам в однині «they/them». Батлер заявляла, що вони «ніколи не почувалася комфортно», коли їй при народженні призначили жіночу стать.
Вона мешкає у Берклі зі своєю партнеркою Венді Браун та сином.

## Політичний активізм
Суттєва частина раннього політичного активізму Батлер була зосереджена навколо квір- та феміністичної проблематики; протягом деякого часу вона знаходилася на посаді голови ради Міжнародної Комісії Прав Людини Геїв і Лесбійок. Впродовж років вона була особливо активною серед рухів, що борються за права геїв та лесбійок, феміністичних та антивоєнних рухів. Вона також висловлювалася щодо низки питань — від позитивних дій та одностатевих шлюбів до війн в Іраку та Афганістані й утримання полонених в Таборі Гуантанамо. Вона також проявила активність в русі Occupy та висловлювала підтримку руху BDS, а саме його версії за 2005 рік.
7 вересня 2006 року Батлер взяла участь у семінарі проти Лівано-Ізраїльського конфлікту; семінар було організовано в Каліфорнійському університеті. Ще одна подія, що набула широкого розголосу, сталася у червні 2010-го, коли Батлер відмовилася від нагороди за громадянську відвагу від параду Christopher Street Day у Берліні. Вона послалася на расистські коментарі з боку організаторів та загальну нездатність організації відмежуватися від расизму загалом та від антимусульманських виправдань війни зокрема.
Вона також є членом консультативної ради організації «Єврейський голос за мир».

### ПідтримкаЦентру візуальної культури НаУКМА
Джудіт Батлер була однією з багатьох діячів і діячок, що виступили проти припинення діяльності Центру візуальної культури НаУКМА у 2012 році. Приводом такого рішення з боку тогочасного президента НаУКМА Сергія Квіта стала виставка під назвою «Українське тіло», метою якої був «погляд на український соціум як на матеріальне, культурне, інформаційне, ідеологічне, естетичне середовище існування тіла […]». Керівник негативно відреагував на її вміст, що, на його думку, був «пропагандою порнографії» та закрив виставку. 23 лютого Вченою радою було прийнято рішення про закриття й ЦВК. Це викликало масштабну реакцію як серед української, так і серед міжнародної спільноти: на підтримку Центру висловилися такі особистості, як власне Джудіт Батлер, а також Славой Жижек, Александр Квасневський, Майкл Буравой та багато інших.

## Праці
- 2018: «Defamation and the Grammar of Harsh Words», у співавторстві із Сабіне Харк, ред. — Крістофер Світепл, The Queer Intersectional in Contemporary Germany, Applied Sexology, Psychosocial-Verlag, с. 203—207, ISBN 978383797444-7, ISSN 2367—2420
- 2015: Notes Toward a Performative Theory of Assembly. Cambridge, Massachusetts: Harvard University Press. ISBN 9780674967755
- 2013: Dispossession: The Performative in the Political, у співавторстві з Athena Athanasiou: ISBN 978-0745653815
- 2012: Parting Ways: Jewishness and the Critique of Zionism : ISBN 0-231-14610-8
- 2011: The Question of Gender: Joan W. Scott's critical feminism : ISBN 0-253-35636-9
- 2011: The Power of Religion in the Public Sphere : ISBN 0-231-15645-6
- 2009: Frames of War: When Is Life Grievable? : ISBN 1-84467-333-2
  - Фрейми війни. Чиї життя оплакують? / Пер. з англ. Юстини Кравчук. — К.: Медуза, 2016.
- 2009: Performativity, Precarity, and Sexual Policies[52] («Образ, тіло, порядок. Гендерні дослідження в міждисциплінарному спектрі»)[8]
- 2007: Who Sings the Nation-State?: Language, Politics, Belonging (з Гаятрі Співак): ISBN 1-905422-57-1
- 2005: Giving An Account of Oneself : ISBN 0-8232-2504-6
- 2004: Undoing Gender : ISBN 0-415-96923-9
- 2004: Precarious Life: The Powers of Mourning and Violence : ISBN 1-84467-544-0
- 2003: Women and Social Transformation (з Елізабет Бек-Герншайм та Лідією Пігверт): ISBN 0-8204-6708-1
- 2000: Contingency, Hegemony, Universality: Contemporary Dialogues on the Left (з Ернесто Лаклау та Славоєм Жижеком): ISBN 1-85984-278-X
- 2000: Antigone's Claim: Kinship Between Life and Death : ISBN 0-231-11895-3
- 1997: The Psychic Life of Power: Theories in Subjection : ISBN 0-8047-2812-7
- 1997: Excitable Speech: A Politics of the Performative : ISBN 0-415-91587-2
- 1993: Bodies That Matter: On the Discursive Limits of «Sex» : ISBN 0-415-90365-3
- 1990: Gender Trouble: Feminism and the Subversion of Identity : ISBN 0-415-38955-0 («Гендерний клопіт: Фемінізм та підрив тожсамості»)
- 1987: Subjects of Desire: Hegelian Reflections in Twentieth-Century France : ISBN 0-231-06451-9

## Публічні виступи
- Лекція «A Politics of the Street» у театрі Воґ[53] (24 травня, 2012)
- Лекція «Vulnerability/Resistance» на конференції у Белграді[54]
- Лекція «To preserve the life of the Other» у Європейській вищій школі[55] (2016)
- Лекція «Distinctions on violence and nonviolence» у Європейській вищій школі[56] (2016)
- Лекція «Legal Violence: An Ethical and Political Critique» у Єльскому університеті[57]
- Промова в Університеті Макгілла[58] (30 травня, 2013)
- Промова «Performing the political»[59] (14 травня, 2014)
- Промова «Human Shield» у Лондонській школі економіки[60] (4 лютого, 2015)
- Промова «Borders and the Politics of Mourning»[61]
- Конференція «Why Bodies Matter»[62] (2 червня, 2015)